# Nick Spörri
Nick Spörri (26 settembre 2000) è uno sciatore alpino svizzero.

## Biografia
Specialista delle prove tecniche figlio di Werner, a sua volta sciatore alpino, e attivo dal novembre del 2016, Nick Spörri ha esordito in Coppa Europa il 31 gennaio 2020 a Jaun in slalom speciale (37º); non ha debuttato in Coppa del Mondo e non ha preso parte a rassegne olimpiche o iridate.

## Palmarès

### Coppa Europa
- Miglior piazzamento in classifica generale: 146º nel 2025

### Campionati svizzeri
- 1 medaglia:
  - 1 argento (slalom gigante nel 2025)